# Estádio Mustapha Tchaker
O Estádio Mustapha Tchaker (em francês: Stade Mustapha-Tchaker, em árabe: ملعب مصطفى تشاكر) é um estádio multiuso localizado na cidade de Blida, na Argélia. Inaugurado em 26 de fevereiro de 2001, é oficialmente a casa onde o USM Blida manda seus jogos por competições nacionais. Esporadicamente, a Seleção Argelina de Futebol também manda partidas amistosas e oficiais no estádio, que possui capacidade para 35 000 espectadores.